# Nils Bertelsen
Nils Bertelsen (29 de septiembre de 1879-5 de octubre de 1958) fue un deportista noruego que compitió en vela en la clase 12 Metre. Participó en los Juegos Olímpicos de Estocolmo 1912, obteniendo una medalla de oro en la clase 12 Metre.

## Palmarés internacional
| Juegos Olímpicos | Juegos Olímpicos   | Juegos Olímpicos | Juegos Olímpicos |
| Año              | Lugar              | Medalla          | Clase            |
| ---------------- | ------------------ | ---------------- | ---------------- |
| 1912             | Estocolmo (Suecia) | Medalla de oro   | 12 Metre         |